# Bésame Radio (México)
Bésame Radio fue una estación radial mexicana, que dio inicio en el año 2004, tras la adquisición del 50% de las acciones de Televisa Radio. Teniendo como antecedente el anterior formato llamado Enamorada 940, que también transmitió música romántica del recuerdo, el cual empezó en 2002. 
El formato de esta emisora es romántico, adaptado a los gustos locales de México, con diferentes intérpretes y un público mayoritariamente femenino.
Además, la emisora, al contrario de la propuesta desarrollada en Panamá, Colombia y Costa Rica, no funciona en FM, sino en AM. En Ciudad de México se escuchaba en 940 AM y en Villahermosa, Tabasco en 1270 AM. 
En 2013, fue su última emisión ya que 940 AM cambio a XEQ Radio y desde mayo de 2015 fue remplazada por Ke Buena, que a diferencia de la estación en 92.9 FM, esta retoma el formato tropical que había finalizado desde el 2000.
Para noviembre de 2019, XEQ-AM empezó a transmitir la programación de la 92.9 FM, desapareciendo el formato de Música Tropical.